# Fernando Ronchetti
Fernando Ronchetti (Roma, 25 gennaio 1923 – Langenzersdorf, 13 marzo 2005) è stato un pittore italiano.

## Biografia
Nato in una famiglia romana di artigiani, negli anni dell'adolescenza (1936 e 1937) frequenta i corsi di disegno e pittura alla Scuola delle Arti Ornamentali di via S.Giacomo a Roma. Nel prosieguo degli studi si iscrive all'Istituto Nautico di Roma ove si diploma Capitano di Lungo Corso nel 1942. Subito dopo si imbarca come ufficiale su navi della Marina Mercantile. A metà del 1943 accede all'Accademia Navale di Brioni dove pochi giorni dopo l'8 settembre viene fatto prigioniero dai tedeschi e deportato in vari campi di concentramento in Austria e Germania:  qui vive drammatiche esperienze di lavoro, trattamento e privazioni che ne segneranno il successivo percorso esistenziale ed artistico.
Dopo la fine della guerra inizia a sviluppare un rapporto autonomo e personale con il mondo artistico romano. Viene ammesso all'Accademia di S.Luca di Roma (1946-1947) ed è allievo di Giacomo Balla e Carlo Carrà. Nel giugno del 1949, dopo un periodo di profonda crisi esistenziale, decide di dedicarsi interamente alla pittura, che sarà improntata ad una intensa e moderna spiritualità ricca di scelte tematiche originali ed espressa attraverso linee figurative stilizzate e toni di colore sempre delicati ed evocativi. Il suo mondo pittorico denso di richiami simbolici vede rappresentare gli effetti tragici delle guerre, la forza rigeneratrice dell'amore e del Cristo e la figura della donna, percepita come essenza angelica. Nella Roma del dopoguerra non si identifica con nessuno dei linguaggi pittorici espressi dagli artisti operanti in quegli anni, rifuggendo la frequentazione degli ambienti dei critici e di quelli legati ad ideologie politiche. Vive quindi in una solitudine creativa e spirituale, frutto anche di un carattere ferito dalla esperienza del lager e schivo verso mode ed ambienti di cultura convenzionale.
Dal 1950 al 1958 espone in numerose mostre in Italia tra cui la Quadriennale di Roma del 1951 e 1955 e La Galleria Nazionale d'arte moderna a Valle Giulia del 1952, 1954 e 1955. Vince numerose borse di studio per scambi culturali con l'Europa: Bruxelles (anno accademico 1954-55), Madrid (1956-1957) e Vienna (1958-59, 1961-62, 1964-65). In quegli anni espone in varie gallerie nei paesi ove soggiorna.
A partire dal 1963, risiede con la moglie austriaca a Langenzersdorf presso Vienna dove organizza il suo atelier, vive e opera stabilmente partecipando a numerose esposizioni e manifestazioni artistiche in Austria.
Nel 2001 dona al Comando del Servizio Sanità della Regione Militare di Firenze il grande quadro L'esplosione atomica.
Muore a Langenzersdorf in seguito ad intervento chirurgico il 13 marzo 2005.
Nel 2006 la vedova Susanna Kubicek Ronchetti dona alla chiesa di San Barnaba di Firenze il grande quadro Il Circolo Eterno.
Numerose sue opere sono conservate in Austria presso lo spazio museale Stiegenhaus di Langenlois. 
I manoscritti originali di alcune delle sue memorie del periodo 1943-1945 di prigionia e lavoro forzato in Austria e Germania sotto il regime nazista, sono depositati e consultabili presso la Fondazione Archivio Diaristico Nazionale di Pieve Santo Stefano (Ar).